# Clear Lake Hills
Pour les articles homonymes, voir Clear Lake.
Les Clear Lake Hills, ou en français : collines de Clear Lake, sont une chaîne de montagnes du nord de la Californie, situées dans le comté de Modoc. Le point le plus élevé culmine à 1 758 mètres d'altitude.